# Brînți-Zahirni, Jîdaciv
Brînți-Zahirni (în ucraineană Бринці-Загірні) este un sat în comuna Vîbranivka din raionul Jîdaciv, regiunea Liov, Ucraina.

## Demografie
Componența lingvistică a localității Brînți-Zahirni
     Ucraineană (100%)
Conform recensământului din 2001, toată populația localității Brînți-Zahirni era vorbitoare de ucraineană (100%).